# Ambassador21
Ambassador21 (aussi écrit Ambassador 21) est un groupe biélorusse de musique électronique et punk hardcore.

## Histoire
Ambassador 21 est formé durant l'été 2001 par Nataliya Protasova (chant, électronique) et Alexey Protasov (chant, électronique). En 2002, ils fondent leur propre label, Invasion Wreck Chords (désormais Invasion). Le groupe enregistre pour plusieurs labels, dont certains majeurs : Ant-Zen, Hands Productions, Pflichtkauf, Vendetta Music, Restroom, Audiotrauma, Out of Line, Beton Kopf Media, et D-Trash Records. 
Depuis 2003, le duo participe à divers événements en Europe, notamment le Resistance Festival 2004 (Bratislava, Slovaquie), Resistance Festival 2005 (Londres, Royaume-Uni), Noxious Art Festival 2005 (Vesoul, France), Maschinenfest 2005, 2006 (sous le nom de Suicide Inside), 2007 et 2008 (Krefeld, Allemagne), l'Ososphère 2009 (Strasbourg, France), Noxious Art Festival 2009 (Paris, France), le Wave-Gotik-Treffen 2010 (Leipzig, Allemagne), le M'era Luna 2010 (Hildesheim, Allemagne), le Kinetik Festival 3.0 (Montréal, Québec, Canada), et le Festival chauffer dans la noirceur (Montmartin-sur-Mer, France).
En 2014, le groupe sort l'EP Riot Generation, dont la sonorité agressive est soutenue par des groupes comme Xotox. 
En 2016, le groupe célèbre son 15e anniversaire. À cette occasion, il sort Human Rage, noté de 3 étoiles sur 5 par le Regen Mag. Pour MMH Radio, « Le titre Human Rage ouvre les débats de manière menaçante et inquiétante, avant qu'un rythme plutôt monolithique ne pose une base solide pour les morceaux suivants. Fear Level Red ne s'arrête pas en si bon chemin, le gabber et les rythmes digital hardcore sont maniés avec frénésie. » Dans une interview, le groupe explique que l'album parle de religion et de terrorisme.
En 2022, le groupe s'associe à Industrial Strength Records pour sortir un sample pack édité par Loopmasters.

## Style musical et thèmes
Le style musical du groupe est généralement considéré digital hardcore et industrial hardcore,. L'album Human Rage joue un « nouveau mélange d'industrial hardcore, de punk, power noise et d'autres genres apparentés ». Side Line les considère « industrial punk ». Lors d'une interview datant de 2016 avec Peek A Boo Magazine, Alexey déclare que le groupe n'utilise pas de vrais instruments en studio : « La plupart de nos sons sont produits avec des logiciels, à l'exception de certains riffs de guitare, car nous collaborons parfois avec des guitaristes. Mais nous utilisons beaucoup de samples de vraies batteries acoustiques, bien sûr, plus que des sons synthétiques ». 
Leurs morceaux traitent généralement de problèmes d'ordre social et politique.

## Discographie
- 2001 : Invitation to Execution (Invasion Wreck Chords)
- 2002 : People vs. Ambassador21 (Invasion Wreck Chords)
- 2004 : Akcija (Invasion Wreck Chords)
- 2006 : Weight of Death (Invasion Wreck Chords)
- 2007 : Fuck All Systems (Invasion Wreck Chords, Vendetta Music)
- 2008 : Justified Thirst for Blood (Invasion Wreck Chords, Vendetta Music)
- 2009 : Power Rage (Face Your Future Killers) (Invasion)
- 2010 : Riot Death (Face Your Future Dealers) (Invasion)
- 2013 : FAS (EP)
- 2014 : Riot Generation (EP)
- 2016 : Human Rage
- 2018 : Life Is Mortal Art (Live at Maschinenfest 2k18) (avec Suicide Inside)